# 千葉正士
千葉 正士（ちば　まさじ、1919年9月17日 - 2009年12月17日 ）は、日本の法学者。東京都立大学名誉教授。法学博士（東北大学、1962年）（学位論文「学区制度の研究:国家権力と村落共同体の再編成」）。専門は法社会学、スポーツ法学。宮城県仙台市出身。

## 略歴

### 学歴
- 1943年：東北帝国大学法文学部卒業
- 1948年9月：東北大学大学院特別研究生後期課程修了（法哲学）

### 職歴
- 1948年9月：東京都立両国高等学校教諭
- 1949年4月：東京都立大学人文学部専任講師（法哲学）
- 1965年8月：ミネソタ大学大学院特別研究員（1966年10月まで）
- 1971年4月：東京都立大学附属図書館長
- 1983年：東海大学法学部教授（法社会学　1993年まで）

#### 学外における役職
- 1981年-：国際法人類学会理事
- 1988年-1991年：日本法社会学会理事長
- 1992年-1995年：日本スポーツ法学会会長

### 著書
- 『学区制度の研究』（勁草書房、1962年）
- 『法思想史要説』（日本評論社、1964年）
- 『現代・法人類学（北望社、1969年）
- 『祭りの法社会学』（弘文堂、1970年）
- 『要説・世界の法思想』（日本評論社、1986年）
- 『Asian Indigenous Law』（London: KPI、1986年）
- 『Lengal Pluralism』（Tokyo: Tokai University Press、1989年）
- 『法文化のフロンティア』（成文堂、1991年）
- 『アジアにおけるイスラーム法の移植』（編著、（湯浅道男教授還暦記念）、成文堂、1997年）
- 『アジア法の多元的構造』（成文堂、1998年）
- 『スポーツ法学序説』（信山社、2001年）
- 『Legal Cultures in Human Sciety』（Tokyo: Shinzansha International、2002年）
- 『法と時間』（信山社、2003年）
- 『世界の法思想入門』（講談社学術文庫、2007年）